# Tolumnia tuerckheimii
Tolumnia tuerckheimii är en orkidéart som först beskrevs av Célestin Alfred Cogniaux, och fick sitt nu gällande namn av Guido Jozef Braem. Tolumnia tuerckheimii ingår i släktet Tolumnia och familjen orkidéer. Inga underarter finns listade i Catalogue of Life.